# Media (Pennsylvania)

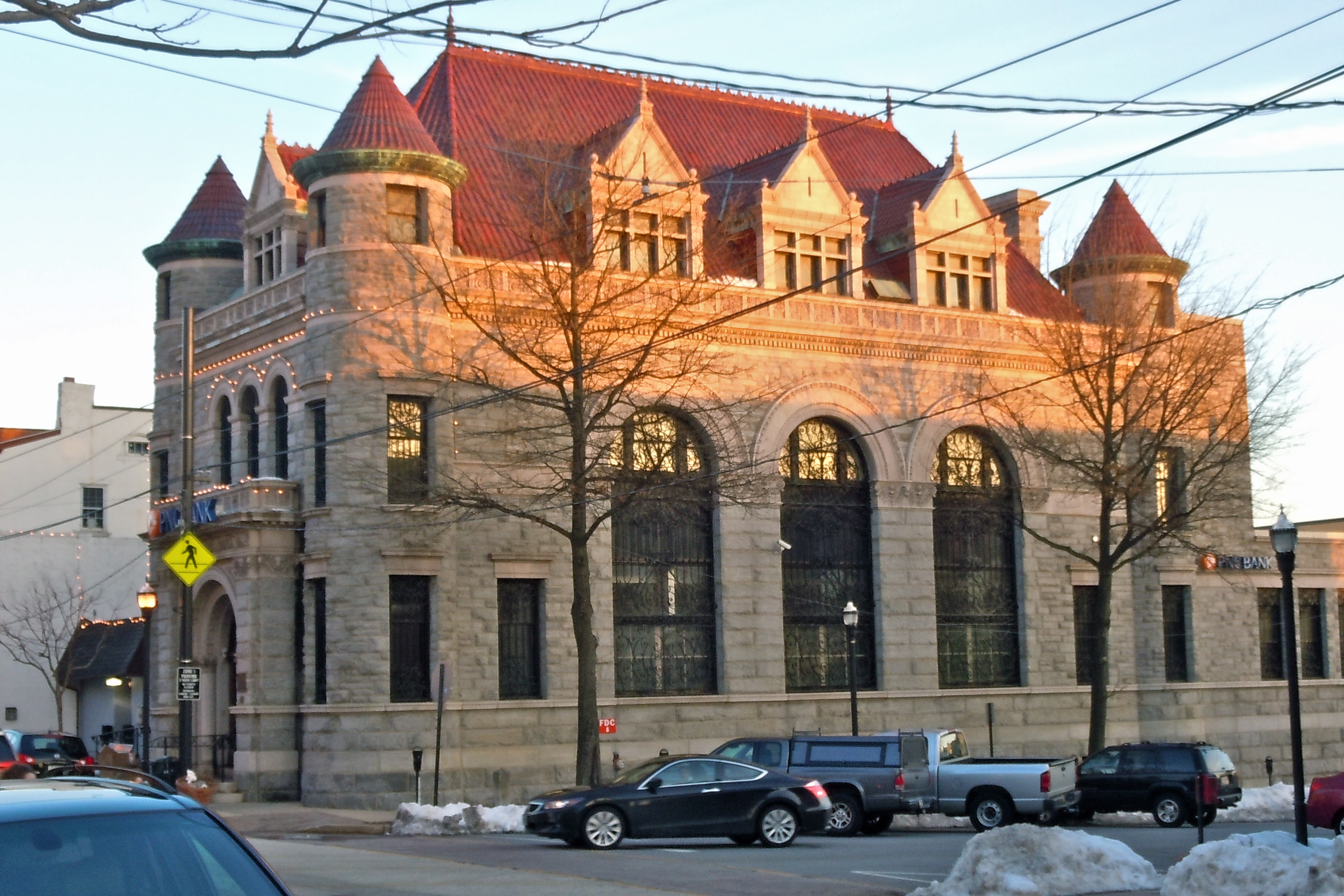
Alte Bank

Media ist eine Siedlung (Borough) und der Verwaltungssitz im Delaware County im US-Bundesstaat Pennsylvania. Der Ort gehört zum Ballungsgebiet von Philadelphia (Metropolregion Delaware Valley). Das U.S. Census Bureau hat bei der Volkszählung 2020 eine Einwohnerzahl von 5.901 ermittelt.
Der Ort hat überregionale Bedeutung durch einen Einbruch der Citizens’ Commission to Investigate the FBI am 8. März 1971 in das Büro des bis dahin geheimen FBI-Programms COINTELPRO zur Diskreditierung politisch unerwünschter Gegner.

## Geschichte

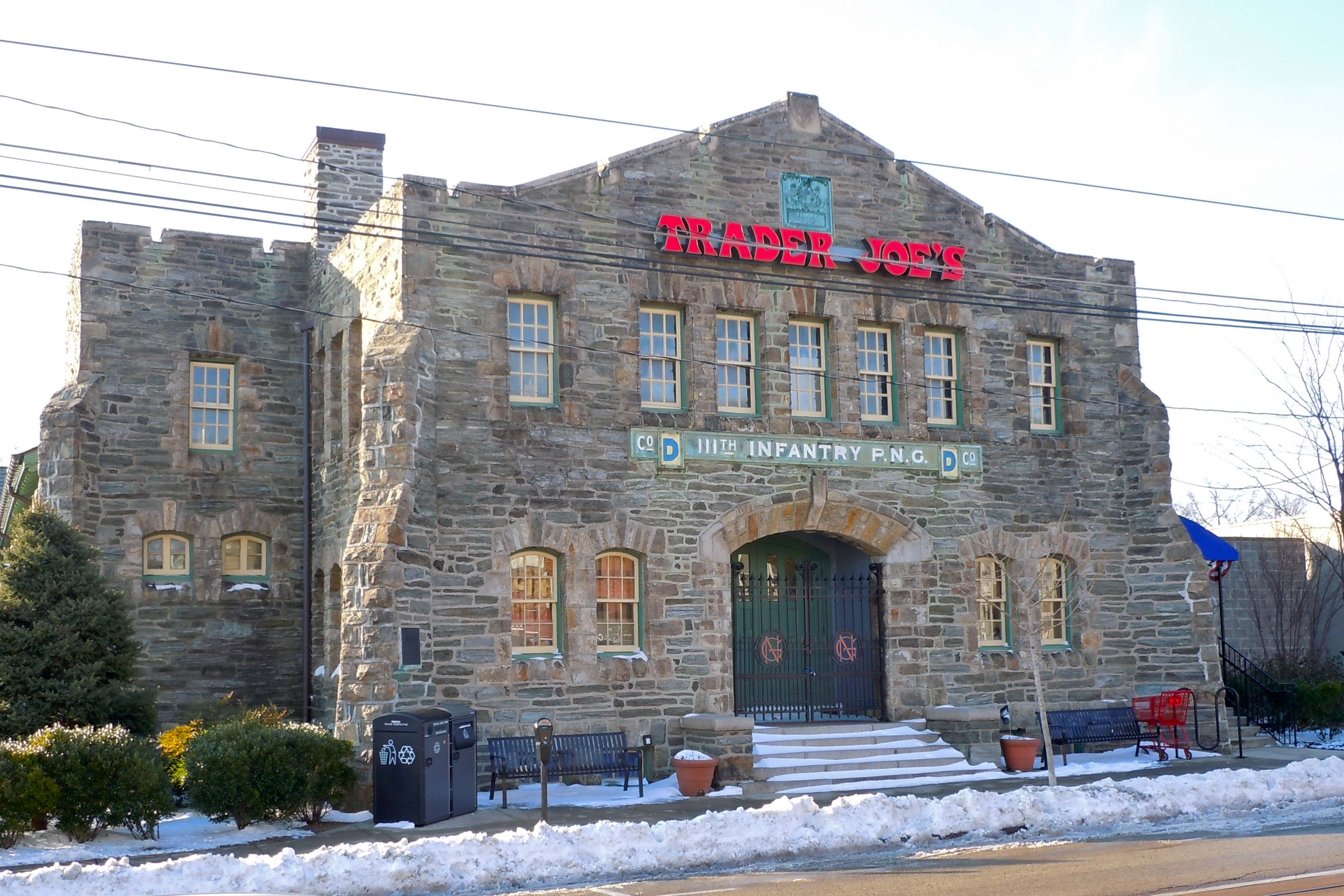
Die Media Armory ist seit Dezember 1989 im NRHP eingetragen. Das 1908 im Stile der Neugotikerrichtete Gebäude diente als Arsenal für die Pennsylvania National Guard

Um den County Seat zentraler zu positionieren, der bis dahin an der südlichen Countygrenze in Chester gelegen hatte, beschloss die Bezirksverwaltung 1848 den Bau einer neuen Hauptstadt. Sie wurde nach der Bestätigung durch die State Legislature auf der höchstgelegenen Stelle des Countys errichtet, wo bisher nur ein Armenhaus stand.
Zwei Bauwerke in der Stadt sind im National Register of Historic Places (NRHP) eingetragen (Stand 6. November 2020), die Media Armory und das Dr. Samuel D. Risley House.

## Wirtschaft
In Media befinden sich das Botstiber Institute for Austrian-American Studies und das John J. Tyler Arboretum. Zudem wurde hier der Spitfire Mark I gebaut.

## Verkehr
Media ist über die Elwyn Line an das Straßenbahnnetz der SEPTA von Philadelphia angebunden.

## Söhne und Töchter der Stadt
- Emma Vyssotsky (1894–1975), Astronomin
- Jonathan Bepler (* 1959), Komponist
- John Billingsley (* 1960), Schauspieler
- Ed Malloy (* 1971), Basketballschiedsrichter
- Jon Conway (* 1977), Fußballtorwart
- Jonah Jackson (* 1997), American-Football-Spieler
- Auston Trusty (* 1998), Fußballspieler

## Mit dem Ort verbunden
- George Crumb (1929–2022), Komponist; lebte und starb in Media